# Külön ágyak (Így jártam anyátokkal)
A Külön ágyak az Így jártam anyátokkal című televízió-sorozat ötödik évadának huszonegyedik epizódja. Eredetileg 2010. május 3-án vetítették, míg Magyarországon 2010. november 8-án.
Ebben az epizódban Don és Robin össze akarnak költözni, aminek hatására Ted és Barney is felfedezik, hogy még nincsenek túl Robinon. Eközben Marshall és Lily elhatározzák, hogy külön ágyban alszanak.

## Cselekmény
Mikor Don megkéri Robint, hogy költözzön be hozzá, Barney azt javasolja, hogy előbb hadd találkozzanak vele. Ekkor derül ki, hogy Robin nem mondta el Donnak, hogy Barney az expasija volt. Sőt még arról sem tudott, hogy valamikor még Teddel is együtt volt. Ezért Don otthagyja őket, és azt mondja, hogy elég bizarr, ha az ember két exbarátjával is barátkozik egyszerre. Közben Lily és Marshall házon kívül töltik a hétvégét, és rájönnek, milyen kényelmes külön ágyban aludni, ezért elhatározzák, hogy otthon is így fognak tenni.
Közben Don megbocsát Robinnak és meghívja a többieket magukhoz vacsorára. Barney féltékenyen viselkedik és ezzel csak ráerősít Tednél is, hogy ő sincs túl Robinon. Ted az ilyen esetekre szokott levelet írni a jövőbeli önmagának, amiben emlékezteti egy szakítás után saját magát, hogy miért is szakítottak. Barneyval is íratott egyet annak idején, és most elolvassák – paradox módon ettől csak arra jönnek rá, hogy még mindig szeretik Robint. Lerészegednek, majd az éjszaka közepén odamennek Don lakásához, hogy szerelmet valljanak Robinnak. Don és Robin azonban már indulnak is a hajnali 4 órás TV-műsort vezetni. Don lefekteti őket aludni a kanapéra, és itt találnak rájuk később. Bocsánatot kérnek Robintól és elmondják neki, hogy szerintük Don klassz fickó. Robin ekkor közli velük, hogy Donnak igaza volt, és sajnos emiatt kevesebb időt fog velük eltölteni, mert tényleg bizarr, ha két expasijával is rendszeresen találkozgat. Ezután Ted és Barney új leveleket írnak maguknak, Ted pedig 4 napig nem beszél Robinnal, ő pedig nem említette a költözést. Ám az ötödik napon, amikor Ted számon akarta rajta kérni a hűtőben hagyott üres doboz tejet, meglátja, hogy Robin szobája üres – elköltözött, és csak a kék kürtöt hagyta meg a falon.
Eközben Marshall és Lily, akik nagyon élvezik a külön ágyakat, meggondolják magukat, amikor Don arról mesél, ők is ezt csinálták az exnejével, és ennek köszönhetően hidegültek el egymástól.

## Kontinuitás
- Ismét felbukkan a Ted által ellopott kék kürt.
- Lily gyakori vécére járása a "Lotyós tök" és a "Kettős állampolgárság" című részekben is szerepelt.
- Az exek, akikről Ted írt a leveleiben: Natalie ("Az ing visszatér"), Karen ("Bocs, tesó"), Stella ("A Shelter-sziget"), és Robin ("Valami kék")
- Nem Don volt az első, aki szerint bizarr ennyire jóban lenni az exekkel. Stella "A Shelter-sziget" című részben is erre utal.
- Ted ismét a hűtőben hagyott üres tejesdobozok miatt problémázik, ahogy az "Előnyök" című részben is.
- Don válásáról legelőször "A legutolsó cigi" című részben beszéltek.

## Jövőbeli visszautalások
- Victoria "A kacsás nyakkendő", Quinn pedig a "Farhampton" című részekben jegyzik meg azt, hogy bizarr ennyire jóban lenni az exekkel.
- Az "Elfogadom a kihívást" című részben is látható, Ted mennyire szeret visszarohanni az exbarátnőihez.
- Ted és Barney részegen alkut kötnek, hogy Robin Tedé lehet, ha Barney már elmúlt 40 éves. Az "Örökkön örökké" című rész tanúsága szerint pontosan ez történik: Barney és Robin 2016-ban elválnak, amikor Barney pontosan 40 éves.

## Érdekességek
- A "Valami kék" című rész alapján Ted visszavitte a kék kürtöt az étteremnek, ugyanis azok a jogosítványát és a bankkártyáját lefoglalták, míg vissza nem kapták tőle. Eszerint Ted újra el kellett, hogy lopja azt.

## Zene
- Jon Brion - Hook, Line, and Sinker

## Vendégszereplők
- Benjamin Koldyke - Don Frank
- Joe Nieves - Carl MacLaren